# Дитя темряви
«Дитя темряви», в оригіналі «Сирота» (англ. Orphan) — американський психологічний горор режисера Хауме Кольєт-Серра та сценариста Девіда Джонсона. Фільм вийшов  у прокат у США 24 липня 2009 року.

## Анотація
Подружня пара, яка зовсім нещодавно втратила немовля, приймає за дочку дев'ятирічну дівчинку із загадковим минулим, яка виявляється зовсім не такою милою та невинною, як це могло здатися на перший погляд.

## Місце знімання
Фільм знімався в Канаді, містах Торонто, Монреаль, Порт Гоуп, в США, Німеччині та Франції.

## У ролях
- Віра Фарміґа — Кейт Коулман
- Пітер Сарсґаард — Джон Коулман
- Ізабель Фурман — Естер
- Джиммі Беннетт — Деніел Коулман
- Сі Сі Ейч Паундер — сестра Ебігейл
- Джиммі Беннетт[en] — Деніел
- Аріана Енджинір[en] — Макс
- Марго Мартіндейл — доктор Браунінг
- Карел Роден — доктор Варава
- Розмарі Дансмор[en] — бабуся Барбара
- Дженелл Вільямс[en] — сестра Джудіт
- Лоррі Аєрс — Джойс
- Брендан Волл — детектив
- Джеймі Янг — Бренді

## Цікаві факти
- Компанія Warner Brothers після численних скарг від названих батьків та дитячих будинків змушена була видалити з трейлера до фільму момент, в якому Естер каже, що батькам складніше любити названих дітей, ніж своїх власних. Але цей епізод присутній у самій стрічці.
- Фотографія Інституту Саарна в газеті — це фотографія коледжу Альма імені святого Томаса (Онтаріо, Канада). Будівля згоріла 28 травня 2008 року.
- Оригінальна назва фільму — «Сирота» (Orphan).
- Мова, якою розмовляють в Інституті Саарна, естонська. Реєстратор говорить такі фрази: «Saarne Instituute, kas ma saan teid aidata?» («Інститут Саарна, я можу допомогти Вам?»), «Kuidas palun?» («Перепрошую?»), «Ma ei saa aru. Oota üks silmapilk» («Я не розумію. Зачекайте хвилинку»).
- У більш ранньої версії сценарію Естер співала пісню «Que Sera, Sera» Доріс Дей.
- Знімання фільму повинно було початися ще в грудні 2007 року в Торонто.
- Ізабель Фюрман пробувалася на роль Ліліт Салліван у фільм «Справа № 39», тематика якого дуже схожа з тематикою «Дитя пітьми».
- У сценарії Естер — дівчинка зі світлою шкірою, тонкими рисами обличчя і платиновим волоссям. Ізабелль Фюрман зовсім не підходила під цей опис, але знімальна група була настільки вражена її пробами, що вирішили взяти на роль саме Ізабель.
- Режисер Жауме Серра вирішив витратити на сцену, в якій Естер говорить Кейт непристойне слово, всього один або два дублі, щоб дівчинці не довелося лихословити безліч разів.
- Ім'я автора, надрукованих Кейт статей про психічні відхилення дітей, Ізабелль Куті. Так звуть графічного дизайнера фільму.

## Приквел
У 2022 році вийшов приквел фільму «Дитя темряви: Перша жертва» (англ. Orphan: First Kill).